# Педокио (Виченца)
Педокио је насеље у Италији у округу Виченца, региону Венето.
Према процени из 2011. у насељу је живело 452 становника. Насеље се налази на надморској висини од 48 м.